# Martin Teimer von Wildau

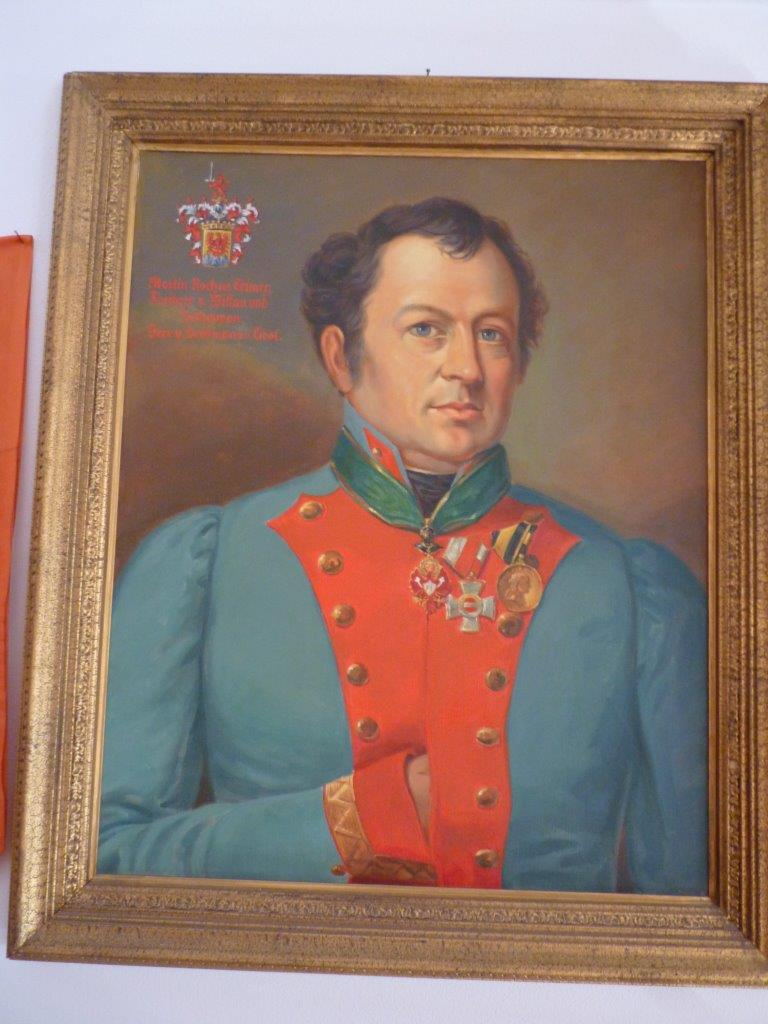
Martin Teimer als Kaiserlich Österreichischer Major

Martin Rochus Teimer Freiherr von Wildau (* 14. August 1778 in Schlanders, Südtirol; † 27. September 1838 auf Schloss Herbersdorf bei Wildon, Steiermark) war ein Tiroler Freiheitskämpfer und späterer österreichischer Offizier, der auch mit dem Militär-Maria-Theresia-Orden ausgezeichnet wurde.

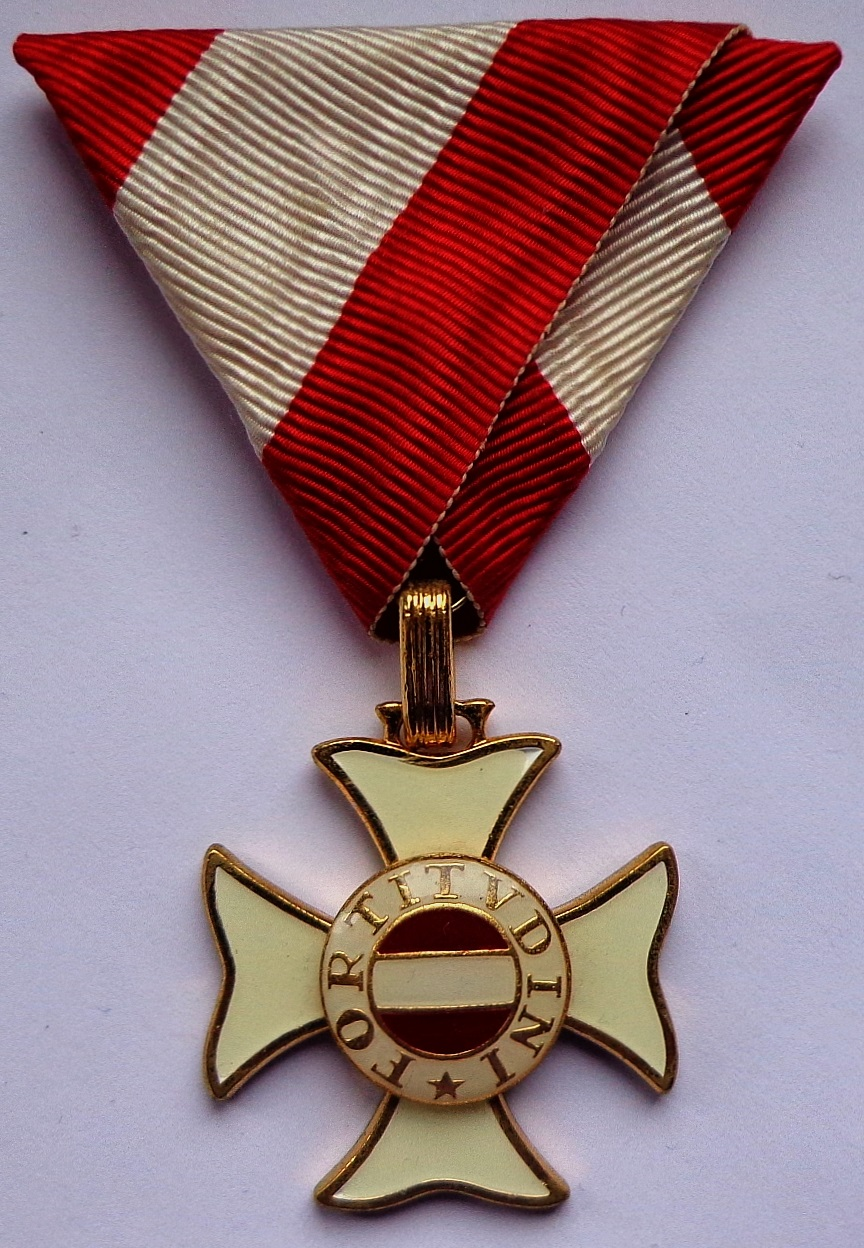
Ritterkreuz des Militär-Maria-Theresien-Ordens

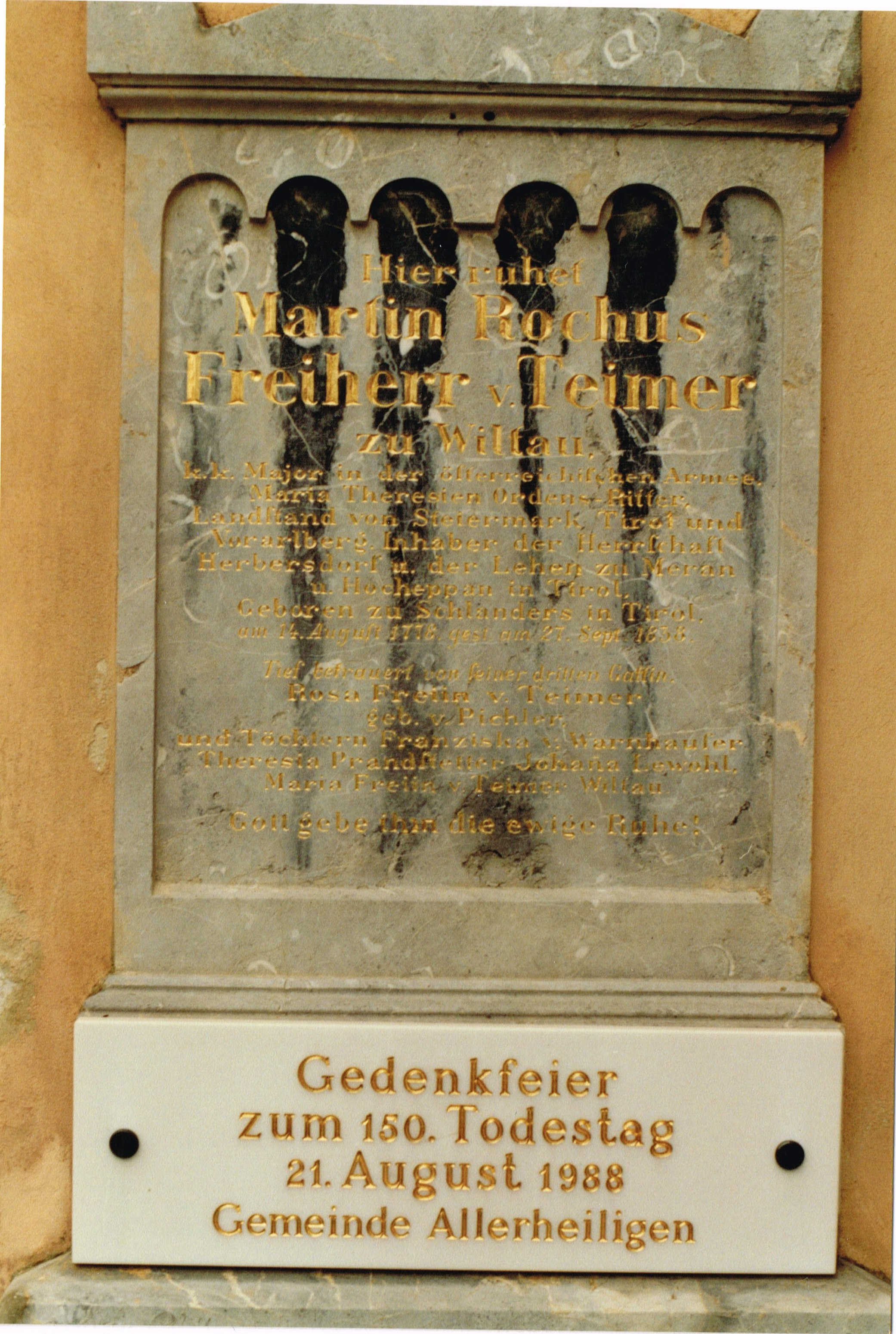
Grabmal des Martin Rochus Teimer in Allerheiligen bei Wildon

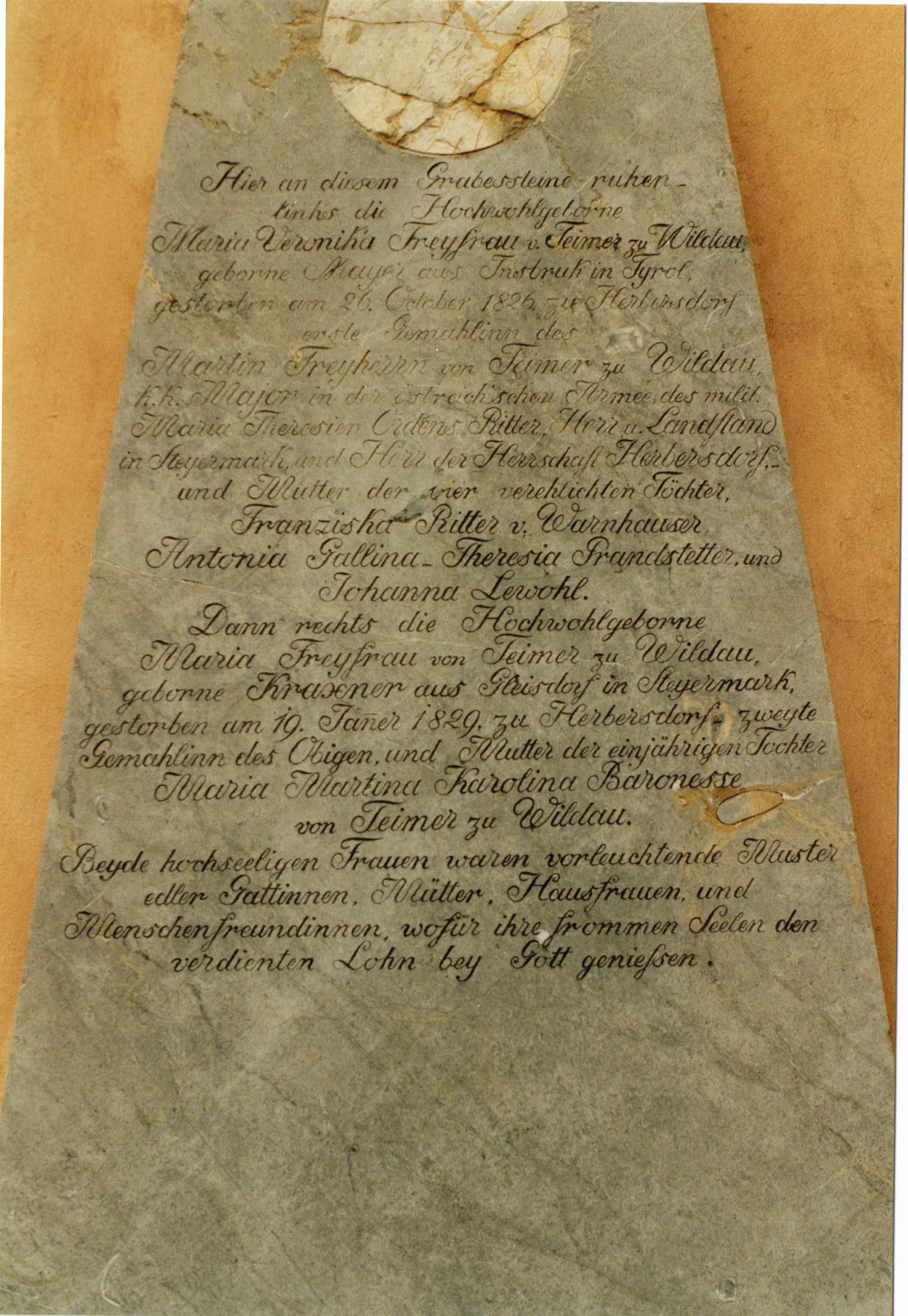
Grabmal von zwei Ehefrauen des Martin Rochus Teimer in Allerheiligen bei Wildon

## Herkunft und Ausbildung
Martin Rochus Teimer (in der älteren Schreibweise Theimer) wurde in Schlanders im Vinschgau (Südtirol) als Sohn des Tagelöhners Martin Teimer († 1811) und der Anna Teimer geb. Stainer († 1781) als Drittes von vier Kindern geboren. Teimer besuchte durch Unterstützung kirchlicher Stellen das Benediktinergymnasium in Meran und begann 1796 ein Studium der Rechtswissenschaften in Innsbruck. Dies unterbrach er bald, um sich als Fähnrich der Maiser Schützen in den Kämpfen 1797 im Gebiet des Nonsberg zu bewähren. 1799 zum Hauptmann einer Bozener Kompanie im Felde ernannt, wurde er für seine Tapferkeit bei Kämpfen im Unterengadin ausgezeichnet. 1802 nahm er eine Stelle als Hauptmann der neu organisierten Tiroler Landmiliz an (Kompanie Schlanders) und übersiedelte dafür wieder in den Vinschgau. Nach der Machtübernahme 1806 durch Bayern, zog er nach Klagenfurt in Kärnten, wo er eine leitende Stellung bei der Tabakregie erhielt.

## Rolle im Tiroler Freiheitskampf

### Vorbereitung des Aufstandes
Während des Fünften Koalitionskrieges gegen Napoleon im Jahre 1809 organisierte Joseph Freiherr von Hormayr, ein Vertrauter des Erzherzogs Johann, die Vorbereitung eines Volksaufstandes in Tirol und lud dazu auch Vertreter des Tiroler Widerstandes um Andreas Hofer ein. Als Vertrauensmann von Erzherzog Johann reiste Teimer mehrmals ins nördliche Tirol, um den Aufstand militärisch vorzubereiten. Im Gegensatz zu Hofer war es Teimer möglich auch bürgerliche und städtische Kreise für dieses Anliegen zu gewinnen. Zusammen mit Andreas Hofer rief er in einer „Offenen Order“ an alle Tiroler Milizhauptleute am 9. April 1809 zu diesem Aufstand auf und gehörte in der Frühphase zu den zentralen Figuren der Bewegung.

### Kommandeur in den Bergiselschlachten
Nach Beginn der Kampfhandlungen war Teimer Kommandant im nördlichen Tirol und im Vinschgau und nahm als Hauptmann der Tiroler Schützen an der ersten Bergiselschlacht teil, wobei am 12. April die Landeshauptstadt Innsbruck durch Tiroler Streitkräfte unter dem Kommando von Andreas Hofer und Teimer befreit wurde. Die bayrischen Truppen unter General Georg August Heinrich von Kinckel mussten sich den Tirolern ergeben. Am 13. April kapitulierte ein Französisch-Bayrisches Korps unter General Baptiste Pierre Bisson, welches vom Brennerpass kam und Innsbruck aus den Händen der Tiroler wieder zurückerobern wollte, bei Wilten vor Teimer. Durch eine List Teimers – der als Tiroler Standschütze in die Uniform eines pensionierten Offiziers des österreichischen Armeegeneralstabes geschlüpft war –, wurde ein neuerlicher Kampf um Innsbruck verhindert. Teimer ließ durch einen Dolmetscher namens Lener eine Kapitulationsverhandlung bei Wilten anberaumen und zu einem festgelegten Zeitpunkt einen Kanonenschuss abfeuern. Durch sein energisches Auftreten als falscher Offizier der österreichischen Armee konnte er überzeugend behaupten, die Hilfstruppen der österreichischen Armee seien schon vor Innsbruck. Tatsächlich waren sie erst an der nördlichen Grenze bei Kufstein. Die 8.000 Bayern und Franzosen kapitulierten kampf- und bedingungslos. Um den Kapitulationsvertrag abzusichern, wurde Teimer von Kaiser Franz I. nachträglich zum Major der österreichischen Armee ernannt. Auch in der zweiten Bergiselschlacht führte Teimer die Oberinntaler Kontingente. Als Kommandant im nördlichen Tirol (Hofer übte diese Funktion für den südlichen Landesteil aus) unternahm er in der Folge Beutezüge in das benachbarte Bayern, um die Nachschubversorgung zu sichern. Dies brachte ihn in Gegensatz zu Hofer und trug zur Entfremdung der beiden bei.

### Abzug aus Tirol
Obwohl Kaiser Franz I. noch Ende Juni 1809 den Tirolern versprach, ohne „Tirol bei Österreich“ keinen Frieden mit Frankreich schließen zu wollen, betraf der Punkt IV des Znaimer Waffenstillstandsabkommens die Räumung Tirols und Vorarlbergs von österreichischen Truppen. Diese persönliche Enttäuschung und sein abgekühltes Verhältnis zu Hofer wie auch die realistische Einschätzung der politischen und militärischen Lage dürften der Grund gewesen sein, dass auch Major Teimer Ende Juli 1809 mit den letzten Truppen des Kaisers Tirol verließ. Er nahm danach an keinen weiteren Kampfhandlungen teil. Obwohl sein Anteil an den Tiroler Befreiungskämpfen zumindest gleich hoch zu bewerten ist wie der von Josef Speckbacher und Andreas Hofer, wurde Teimer in der Tiroler Landesgeschichte und auch im Denken der Menschen über lange Zeit nahezu totgeschwiegen.

## Auszeichnungen

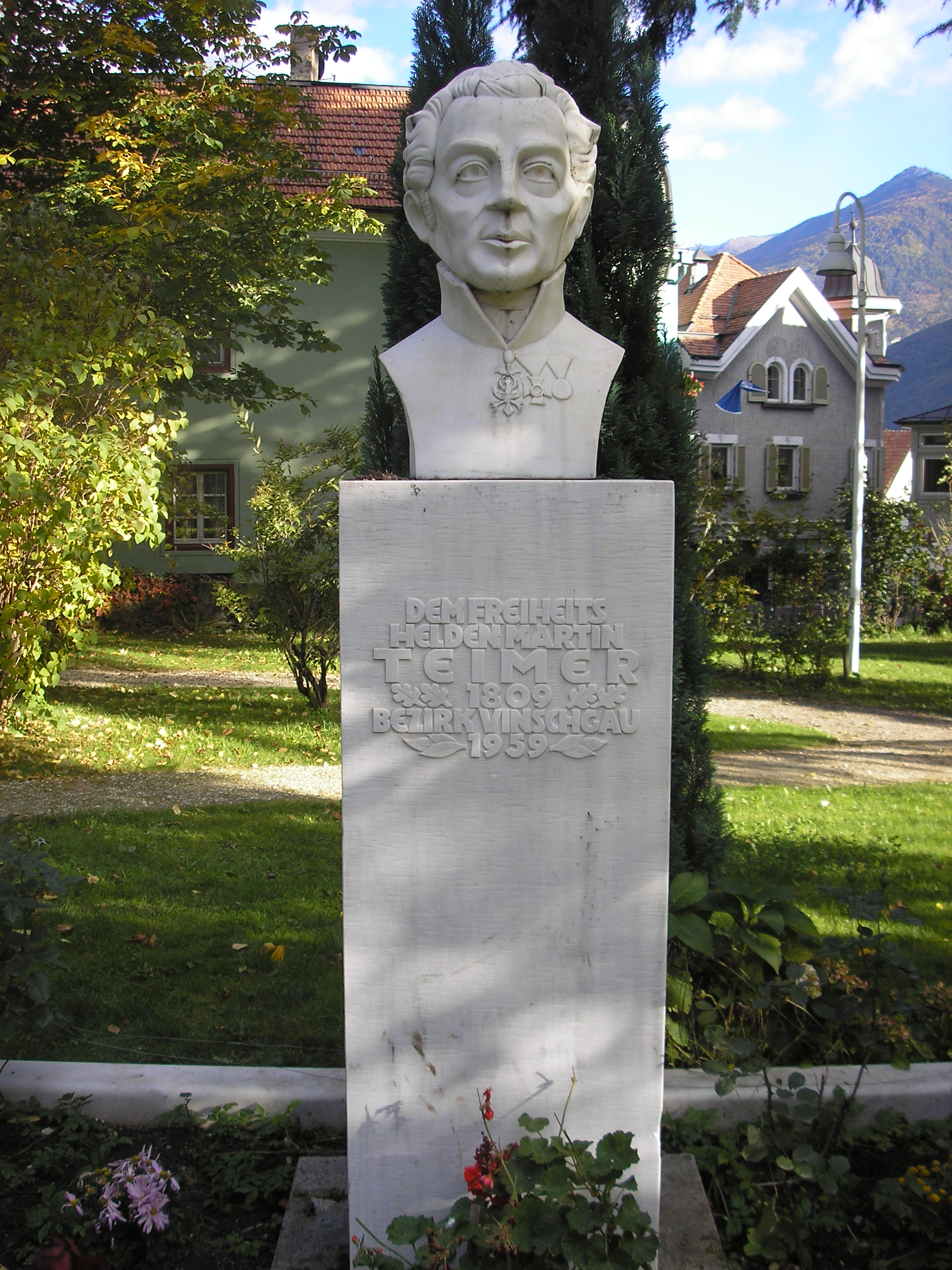
Denkmal für Martin Rochus Teimer in Schlanders

Bereits am 15. Mai 1809 war er zusammen mit Andreas Hofer durch ein von Kaiser Franz I. in Niederhollabrunn an den Grafen Ugarte ausgefertigtes Handbillet in den einfachen österreichischen Adelsstand erhoben worden, 1810 wurde Major Teimer mit dem Militär-Maria-Theresia-Orden ausgezeichnet und aufgrund der Statuten dieses Ordens am 29. Juni 1812 mit dem Prädikat „von Wildau“ (in der älteren Schreibweise Wiltau, Wilten) in den österreichischen Freiherrenstand erhoben.
Am 18. Dezember 1827 erfolgte die Aufnahme in die Steirischen und am 12. Februar 1832 in die Tiroler Stände. An seinem Geburtsort Schlanders wurde der Martin-Theimer-Park nach ihm benannt. Dort steht auch ein in Laaser Marmor gefasstes Denkmal. 1959 wurde ihm zu Ehren das Schützenbataillon Untervinschgau „Martin Teimer“ benannt.

## Familie
Teimer war drei Mal verheiratet:
- I. mit Maria Veronica Mayer (* 1774 † 1826),
- II. Maria Kraxner (* 1797 † 1829) und
- III. Rosa Edle von Pichler (* 1794 † 1883).

Kinder aus I. Ehe:
- Franziska verehelichte v. Warnhauser,
- Antonia verehelichte Gallina (verstorben vor ihrem Vater),
- Theresia verehelichte Prandstetter,
- Sebastian (verstorben vor seinem Vater, vermutlich ledig),
- Johanna verehelichte Lewohl und
- Franz (* 1812 † 1812).

Tochter aus II. Ehe:
- Maria verehelichte Baronin Cattanei di Momo.

Urenkel von Teimer sind genealogisch über die Familie Lewohl die in der Ersten Republik führenden Offiziere und Generäle des österreichischen Bundesheeres Eugen und Camillo Bregant.

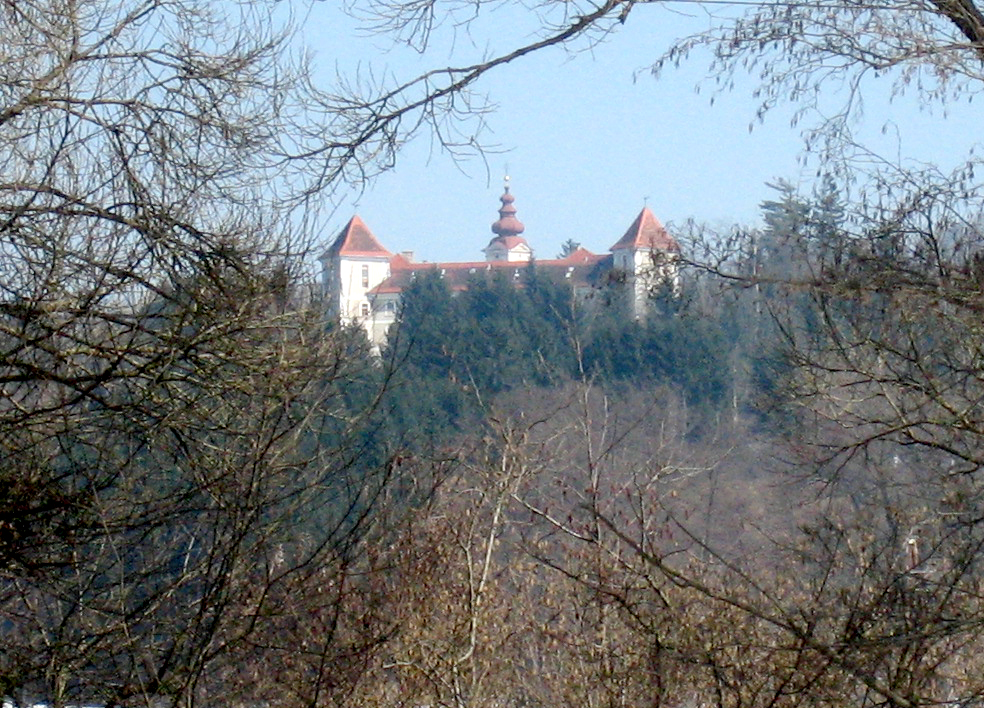
Schloss Herbersdorf
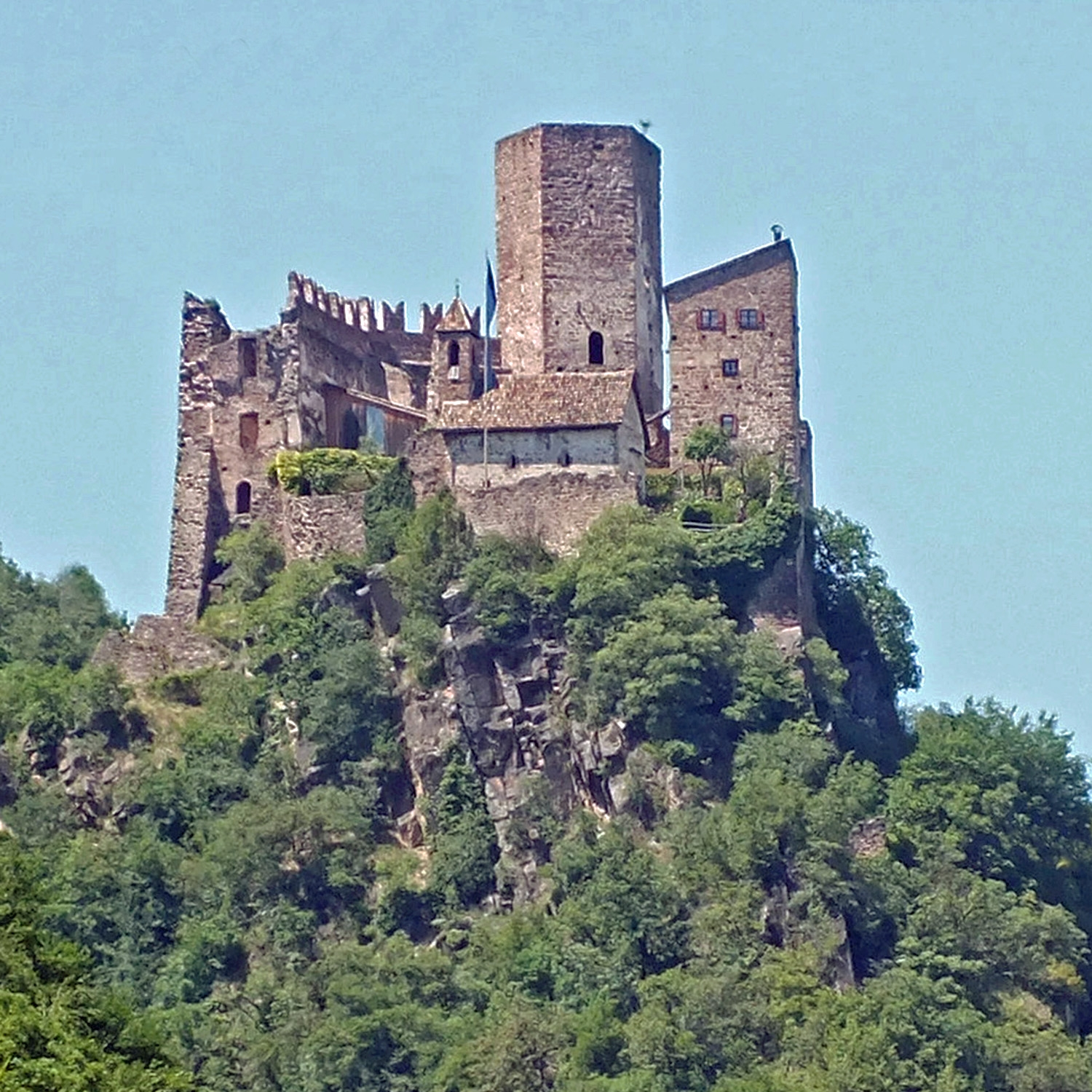
Burg Hocheppan
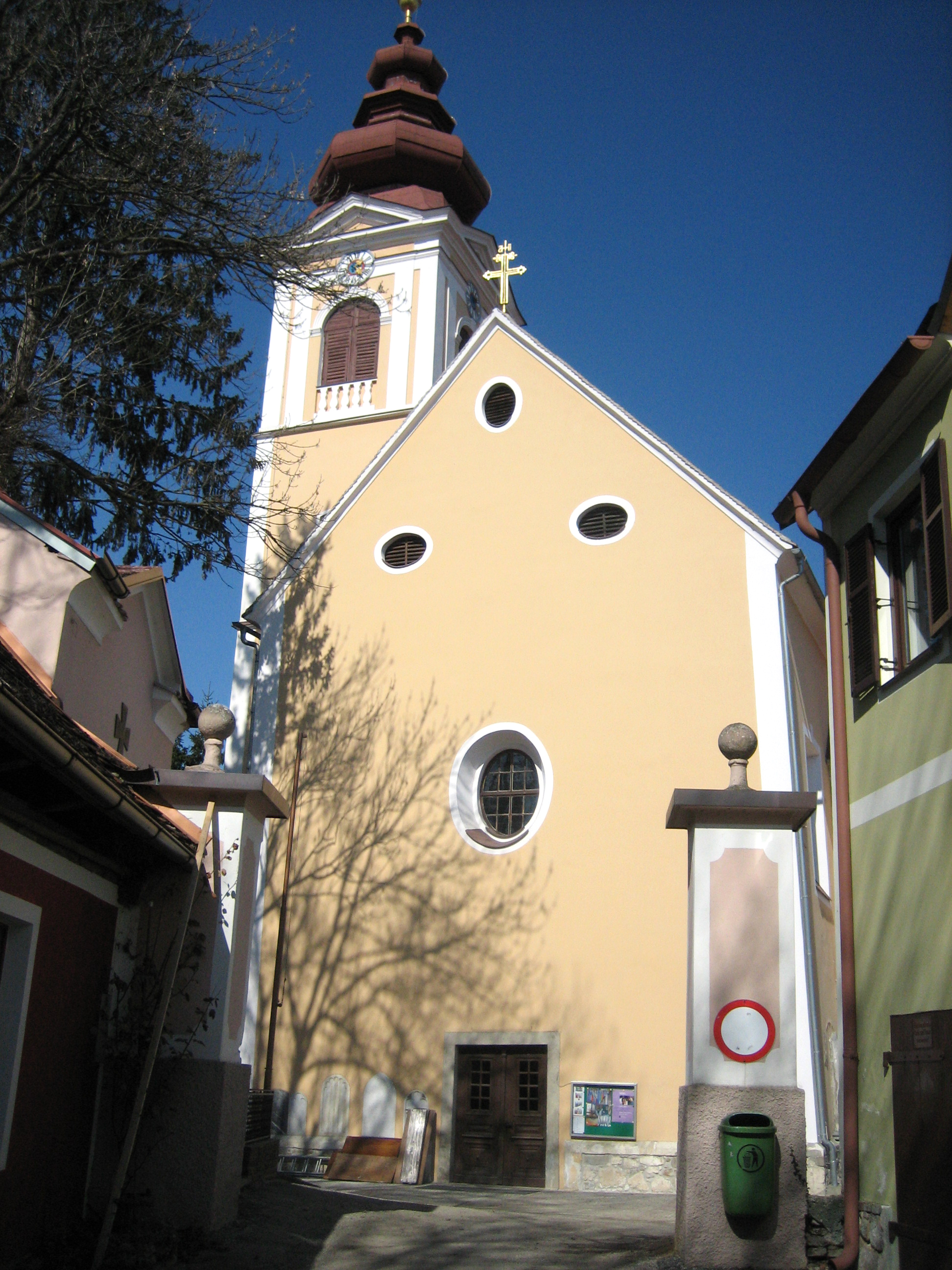
Pfarrkirche zu Allerheiligen bei Wildon
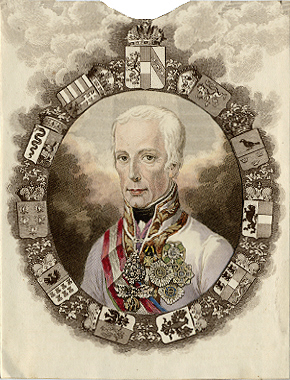
Kaiser Franz I.

## Lebensabend
Seinen Lebensabend verbrachte Freiherr Teimer von Wildau in der Steiermark, wo er mit einem Zuschuss des Kaisers in der Höhe von 100.000 Gulden am 15. Oktober 1812 Schloss Herbersdorf (Gemeinde Allerheiligen bei Wildon) ersteigern und übernehmen konnte. Von 1834 bis 1836 fungierte er nochmals als militärischer Berater Erzherzog Johanns und entwarf umfangreiche Vorschläge zur Reform der Tiroler Landesverteidigung. Als Zeichen besonderer Gunst verlieh ihm der Kaiser 1834 die Burg Hocheppan als Lehen. Teimer starb 1838 und ist in der Pfarrkirche zu Allerheiligen bei Wildon begraben. Als er starb, hinterließ er vier Töchter, denen mit Urkunde vom 7. Mai 1841 die Feste Hocheppan mit denselben Rechten und Eigenschaften, wie sie ihr Vater genossen, verliehen wurde. Eine derselben verheiratete sich mit Cajetan Prandstätter und der Enkel Major Martin Prandstätter brachte die Ruine 1879 käuflich an sich.